# Ласло Вагнер
Ласло Вагнер (угор. Vágner László, Венчелло, 24 грудня 1955) — угорський футбольний арбітр. Професійний військовий, підполковник у відставці.

## Кар'єра
Будучи дитиною, грав у футбол в команді «Мішкольц», де був переважно воротарем. Вступивши до військового коледжу завершив свою футбольну кар'єру.
Іспит він склав у 1973 році і спочатку працював у Секешфегерварі, а з 1985 року — у Будапештській футбольній асоціації (BLSZ). У 1989 році він став обслуговувати матчі вищого дивізіону чемпіонату Угорщини, пропрацювавши загалом у 168 іграх.
1991 року став арбітром ФІФА і став обслуговувати міжнародні турніри, включаючи Кубок Інтертото, Кубок УЄФА , Лігу Європи та Лігу чемпіонів УЄФА, і став у 1990-х другим найкращим арбітром Угорщини після легендарного Шандора Пуля.
У 1998 році був у списку арбітрів на чемпіонаті світу, де відсудив два матчі групового етапу, після чого закінчив суддівську кар'єру, обслуживши загалом 50 міжнародних матчів.